# الخيل في المغرب

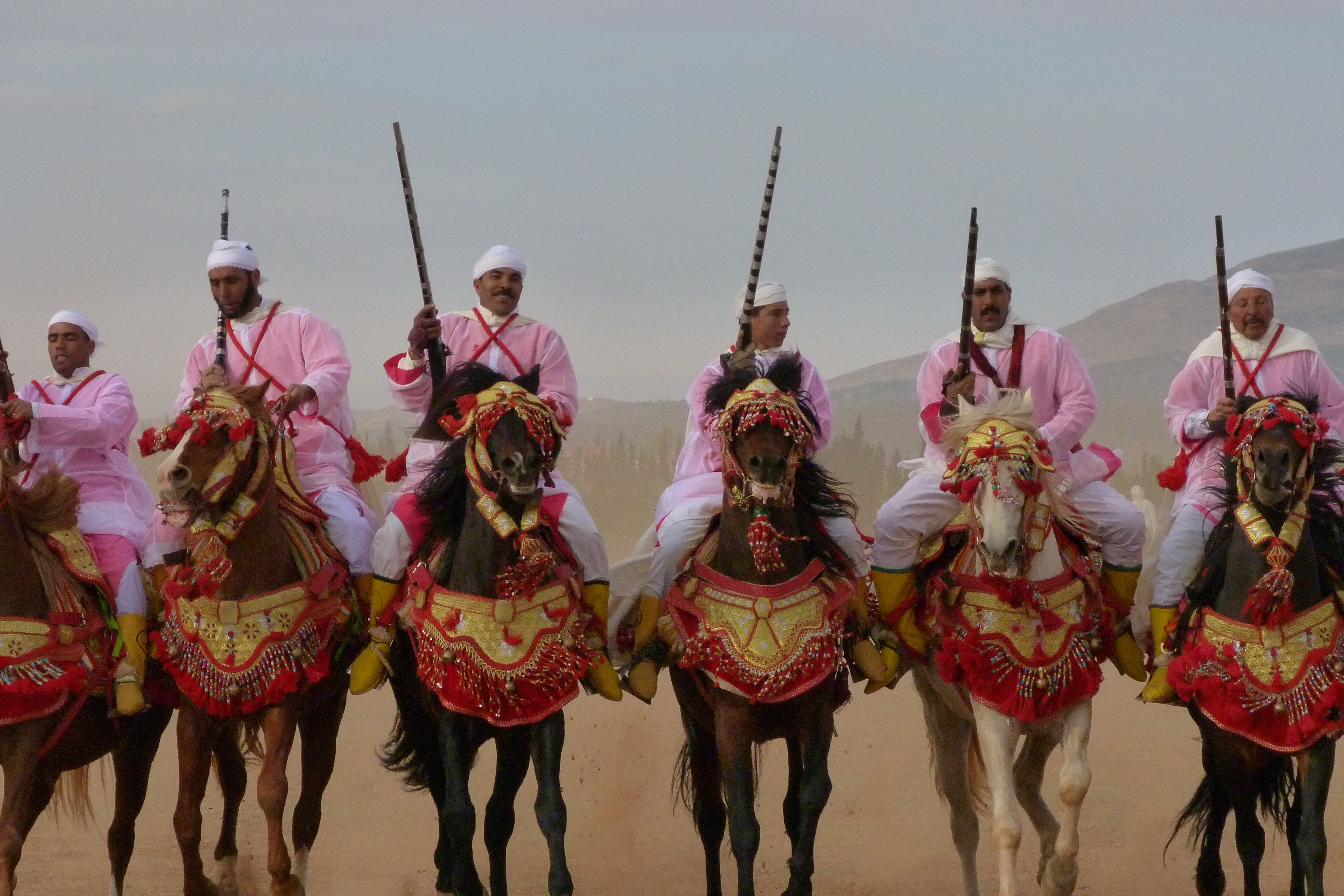
التبوريدة المغربية بمدينة بني درار.

يعتبر الحصان في المغرب، تقليدًا قديمًا جدًا، مرتبطاً بتاريخ سلاح الفرسان البربر. وتعتبر سلالات الحصان البربري والحصان العربي البربري تراثًا وطنيًا، بسبب تربيتها من قبل العديد من القبائل المحلية. ويضع فن التبوريدة هذا الاستخدام العسكري لخيول البربر أو الحصان العربي في دائرة الضوء، كما تمثل هذه الرياضة واحدة من الرياضات الأكثر شعبية في المغرب. يوجد في المغرب خمس مزارع للتربية الوطنية موزعة على مدن مراكش ومكناس وبوزنيقة ووجدة والجديدة. وتنظم في المغرب مجموعة من فعاليات الفروسية الهامة ذات التأثير الدولي، مثل المعرض الدولي للفرس بالجديدة والجولة الملكية المغربية للقفز على الحواجز، فضلاً عن الأحداث الرياضية الوطنية، مثل أسبوع الفرس بالعاصمة الرباط.

## تاريخ
يرتبط الحصان بتاريخ البربر والشعوب العربية التي تسكن التراب المغربي؛ علاوة على ذلك ووفقًا لفيليب باربيه، ربما يكون المغرب هو البلد المغاربي الذي تمكن من الحفاظ على ممارسات الفروسية بأفضل استمرارية.

### فترة الحماية

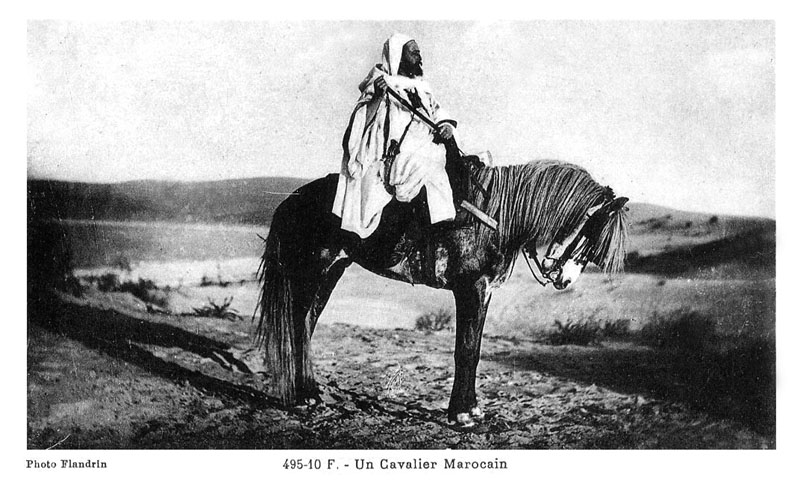
فارس مغربي في بداية القرن العشرين.

خلال فترة الحماية الفرنسية، تم تأسيس إدارة مزارع الخيول والمخيمات في عام 1906 مع موقعين لتربية الخيول في كل من تمارة ومكناس، ومستودع فحول في مازاغان. لذلك تم إنشاء العديد من مزارع الخيول ذات الطابع العسكري على الأراضي المغربية، أقدمها كانت مكناس عام 1912. ظهرت الأعمال العلمية الأولى في الطب البيطري للخيول تحت زخم معمل الأبحاث التابع لمصلحة الثروة الحيوانية في الدار البيضاء. كان يتم استيراد الخيول العربية من فرنسا والجزائر وتونس وسوريا، في المقابل كانت حركات الخيول هذه في الاتجاه المعاكس أيضًا، حيث تذهب بعض أفضل الخيول من المغرب العربي إلى فرنسا. أدى إغلاق مركز تمارة عام 1927 إلى نقل القطيع إلى مزرعة الخيول الوطنية في مكناس. في عام 1947، انتقلت تربية الخيول من الإشراف العسكري إلى وزارة الزراعة.

### بعد استقلال المغرب
بعد استقلال المغرب، تم فتح تدريس الطب البيطري في معهد الحسن الثاني للزراعة والبيطرة في عام 1970، مما أدى إلى ظهور منشورات في الطب البيطري للخيول. تم إنشاء سجل للخيول العربية الأصيلة في المغرب عام 1982. خلال القرن العشرين بدأ قطاع الخيول المغربية بالتراجع، بسبب ندرة استخدامات الخيول. لمواجهة ذلك ومنذ العقد الأول من القرن الحادي والعشرين، دعمت العائلة المالكة المغربية تطوير رياضات الفروسية وتنظيم عدد متزايد من أحداث الفروسية الدولية على أراضيها. تم تأسيس الجمعية الملكية لتشجيع الخيول (SOREC) في عام 2003 لهذا الغرض، في حين استمر القطيع الوطني البالغ 130 000 حصان بالتناقص كل عام.
بدأ العمل في تجديد وتجهيز المزارع الوطنية المغربية الخمس في العقد الأول من القرن الحادي والعشرين. وهو ما ساهم في رفع الجودة التقنية لمزارع الخيول المغربية وجعلها قريبة من تلك الموجودة في مزارع الخيول الأوروبية.
في عام 2007، استحوذ قطاع الفروسية على 3.4 مليار درهم من الناتج المحلي الإجمالي للمغرب. وفي نهاية عام 2014، أصبحت رياضة ركوب الخيل ثاني أكثر الرياضات ممارسة في المغرب، بعد كرة القدم. حيث ومنذ عام 2012، اعتمد 11 500 وظيفة بشكل مباشر أو غير مباشر على الخيول. في عام 2015، ظهر تقرير آخر يشير إلى وجود حوالي 30 000 وظيفة في هذا القطاع، أي 0.61 ٪ من الناتج المحلي الإجمالي المغربي، بما يعادل 6 مليار درهم.

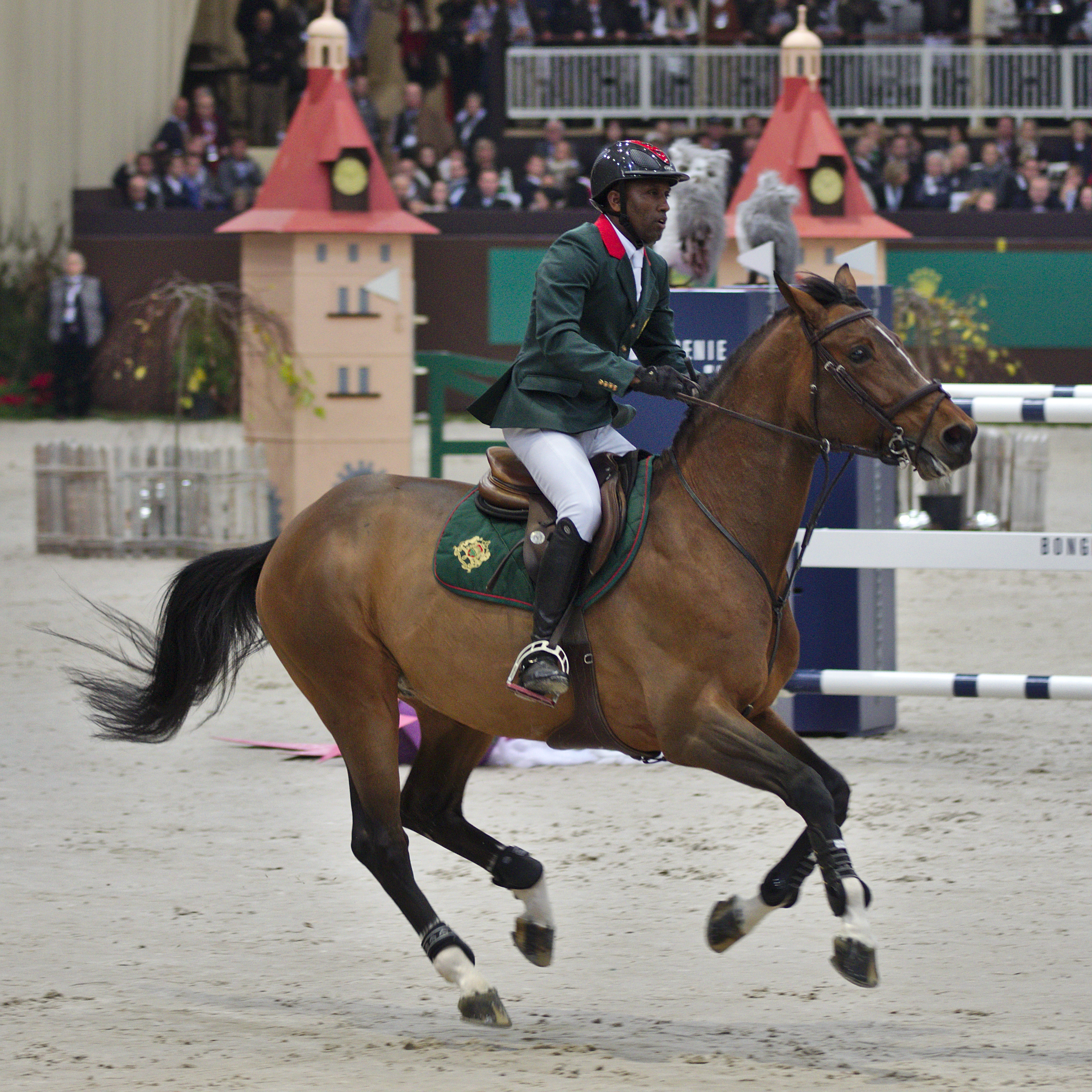
عبد الكبير ودار وكريسير السريع في معرض جنيف الدولي للفرس عام 2013.

في سبتمبر 2016 افتتحت عيادة بيطرية حديثة، بمعهد الحسن الثاني للزراعة والبيطرية بالرباط، وثم إجراء أول عملية جراحية على حصان فوق التراب المغربي في نوفمبر 2016.

## الفروسية
بحسب الاتحاد الملكي المغربي لرياضة الفروسية، تمثل التبوريدة المركز الأول كأكثر رياضات الفروسية ممارسة في البلاد، متقدمةً بفارق كبير على رياضات قفز الحواجز والترويض وسباقات التحمل. يتطور القطاع من علاقة مع حيوان عمل إلى ممارسات قائمة على الرياضة والترفيه.
لا يزال ركوب الخيل ورياضات الفروسية قليلة الديمقراطية في المغرب، حيث يوجد ما يقرب من 20 000 فارس في مراكز الفروسية أو الإسطبلات الخاصة. يمكن للفرسان المغاربة اجتياز أربع درجات تدل على مهاراتهم في الفروسية، المسماة "فارس". منذ عام 2012، حظيت عروض المتسابق المغربي عبد الكبير ودار باهتمام كبير. وارتقى إلى أعلى مستوى له بدعم من الملك محمد السادس، الذي اشترى له حصان كويكلي دي كريسكر [الفرنسية] من متسابق بريتون، بنيامين روبرت.في عام 2017 ظهرت ابنته سكينة ودار لأول مرة في أحداث القفز على المستوى الدولي.
إن سياحة الفروسية حاضرة للغاية، وتتطور بسرعة كما يتطور قطاع سباقات الخيول أيضًا، حيث تم تنظيم 500 سباق جديد بين عامي 2011 و 2016. يتم تنظيم حوالي 2400 سباق في المغرب كل عام، وهو ما يتيح 560 مكانًا للمراهنات. في أبريل 2016، شاركت فارسة في سباق بالمغرب لأول مرة. وفي يونيو 2017، كان لدى المغرب 3 فارسات، بما في ذلك زينب البريويل.

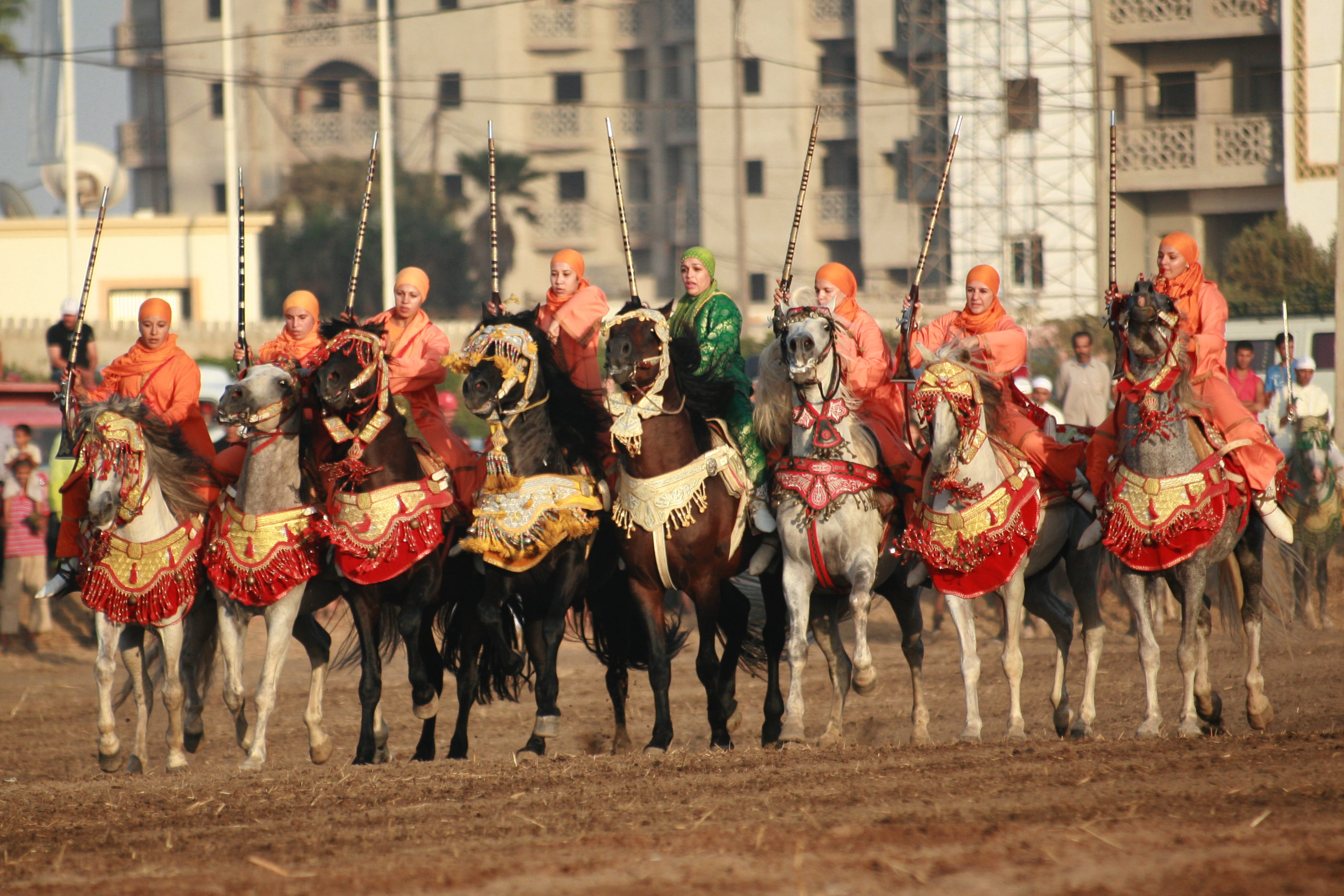
سربة مكونة من مجموعة من النساء خلال معرض التبوريدة بمدبنة مديونة، المغرب 2009

يرتبط الحصان بالاحتفالات والمناسبات اليومية مثل الختان والزواج والموسم. وكان قد أعلن كل من الملوك الحسن الثاني ومحمد السادس أن الفرس جزء لا يتجزأ من الثقافة والحضارة المغربية. بالإضافة إلى ذلك، يشارك أفراد العائلة المالكة في العديد من أحداث الفروسية الوطنية والدولية.

## تربية الخيل

أحزمة مغربية تقليدية.

في عام 2005، كان لدى المغرب 160 000 حصان من جميع السلالات. بين عامي 2011 و 2017، ارتفع عدد الخيول الجديد بمقدار 24٪ أي 900 حصان إضافي. السلالات الرئيسية في البلاد هي الحصان العربي البربري والحصان البربري. نادرًا ما يوجد في المغرب تربية لسلالات الخيول العربية وخيول ثوروبريد والخيول الأنجلو عربية. ومع ذلك، فإن مزارع البغال للأعمال الزراعية لا تزال منتشرة للغاية. ترغب الجمعية الملكية لتشجيع الخيول في الترويج للخيول البربرية لجعله سفيرًا عالميًا لممارسات الفروسية المغربية.
في عام 1985 أقيم مركظ لتربية الخيول الرياضية بسيدي بيرني للحصول على الحصان الرياضي المغربي. يوجد في البلاد خمس مزارع للتربية الوطنية، تقع في مدن مراكش ومكناس وبوزنيقة ووجدة والجديدة، وتديرها الجمعية الملكية لتشجيع الخيول. تضم مزرعة مربط بوزنيقة الخيول العربية من العائلة المالكة. كما يوجد بالمغرب مزارع خيول خاصة ممتازة. يتزايد استخدام الإمناء الاصطناعي، خاصة في المناطق النائية.

## معارض
ينظم المغرب العديد من أحداث الفروسية. أهمها المعرض الدولي للفرس بالجديدة، الذي تم إحداثه عام 2008، والذي استقطب 230 000 زائر، بحسب منظميه، لنسخته 2018. منذ عام 2011، أقامت الجمعية الملكية لتشجيع الخيول اجتماعات دولية لخيل البربر والعربي البربري، بهدف إلى الترويج لهاتين السلالتين الوطنيتين على المستوى الدولي.

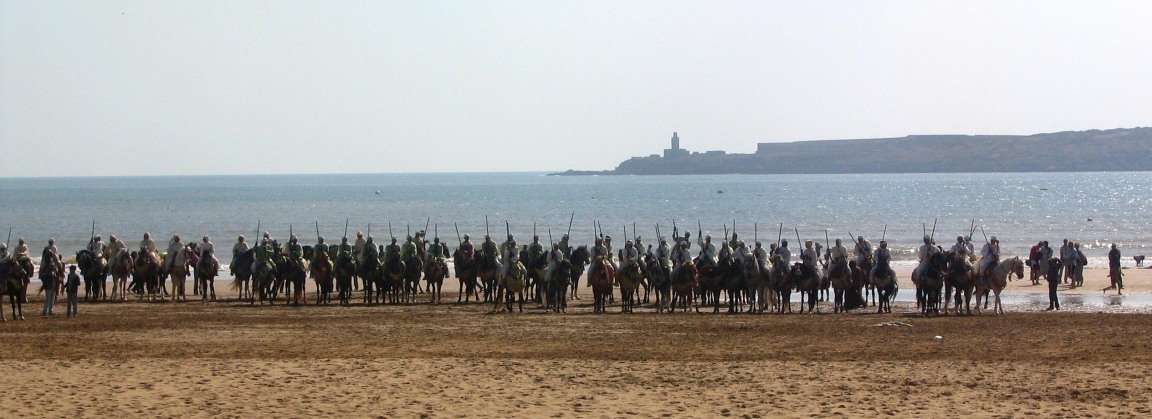
فرسان تبوربدة يستعدون على شاطئ مدينة الصويرة.

في عام 2018 تم ترقية الجولة الملكية المغربية، وهي مسابقة دولية لقفز الحواجز تم إنشاؤها في عام 2010 بناءً على تعليمات الملك محمد السادس، وذلك من مستوى 3 نجوم إلى مستوى 4 نجوم.
يجمع أسبوع الفرس بالرباط أفضل الفرسان الوطنيين المغاربة والذي يقام كل سنة في شهر يوليو.

## ثقافة
ألهمت ممارسات الفروسية المغربية وتاريخها العديد من الفنانين، ولا سيما الرسام الفرنسي أوجين ديلاكروا، الذي رسم تدريبات عسكرية مغربية عام 1832، ولوحة القائد المغربي عام 1837، وسلطان المغرب عام 1845، والخيول القادمة من البحر عام 1860؛ وأيضًا الفنان الإسباني سلفادور دالي عبر لوحة معركة تطوان، والتي رسمت بين عامي 1961-1962.

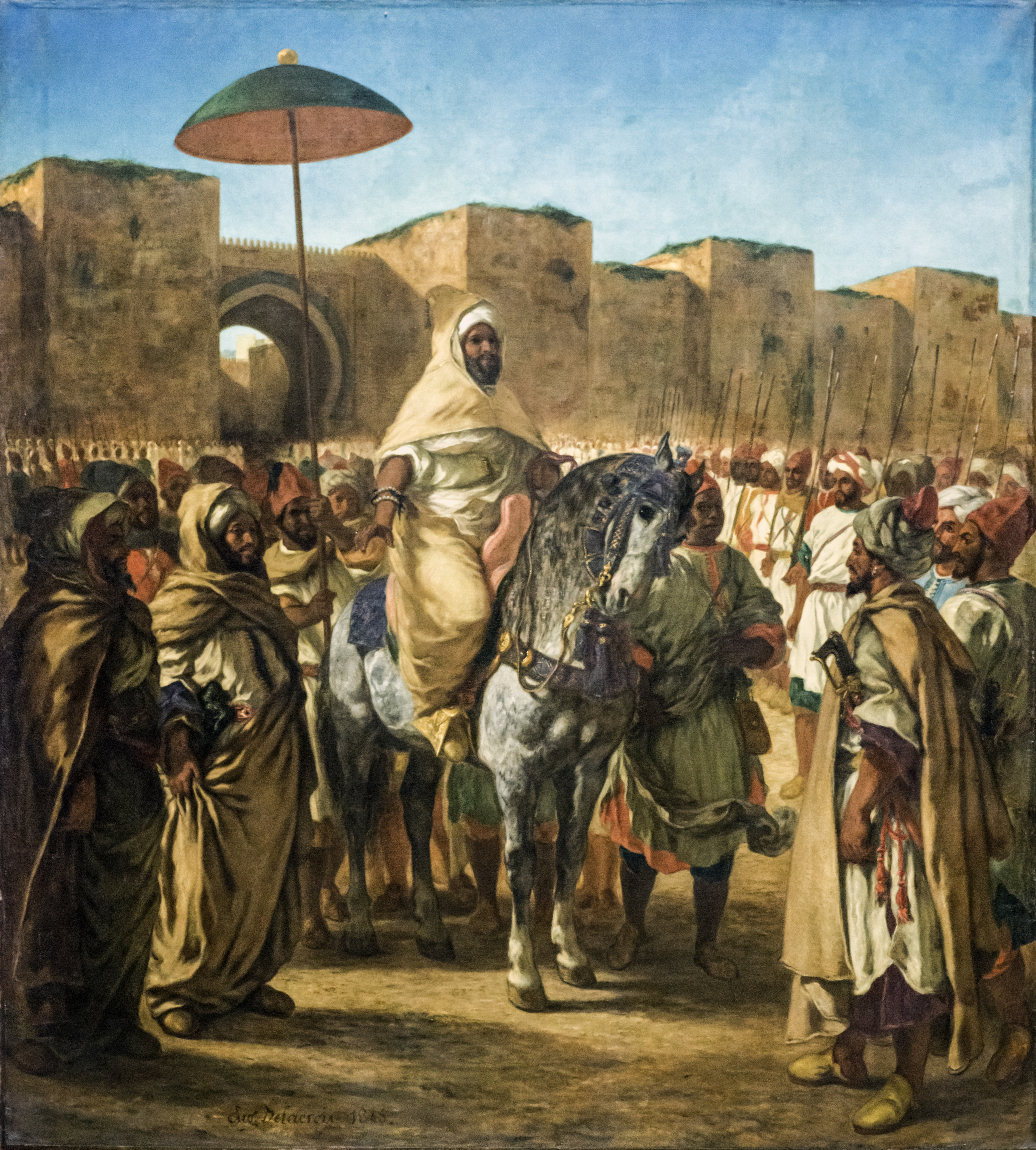
سلطان المغرب، يوجين ديلاكروا، 1845.
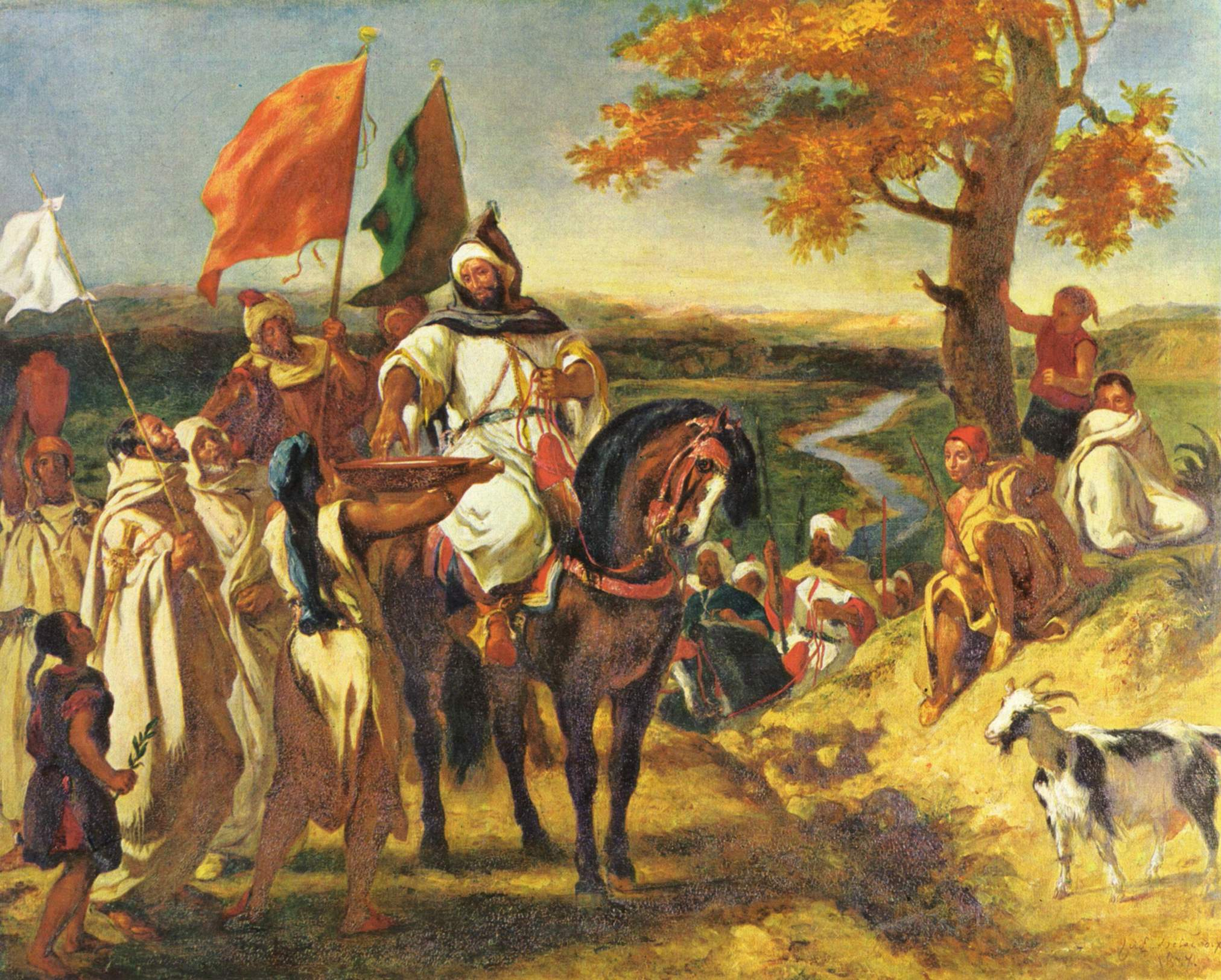
القائد، الزعيم المغربي، يوجين ديلاكروا، 1837.
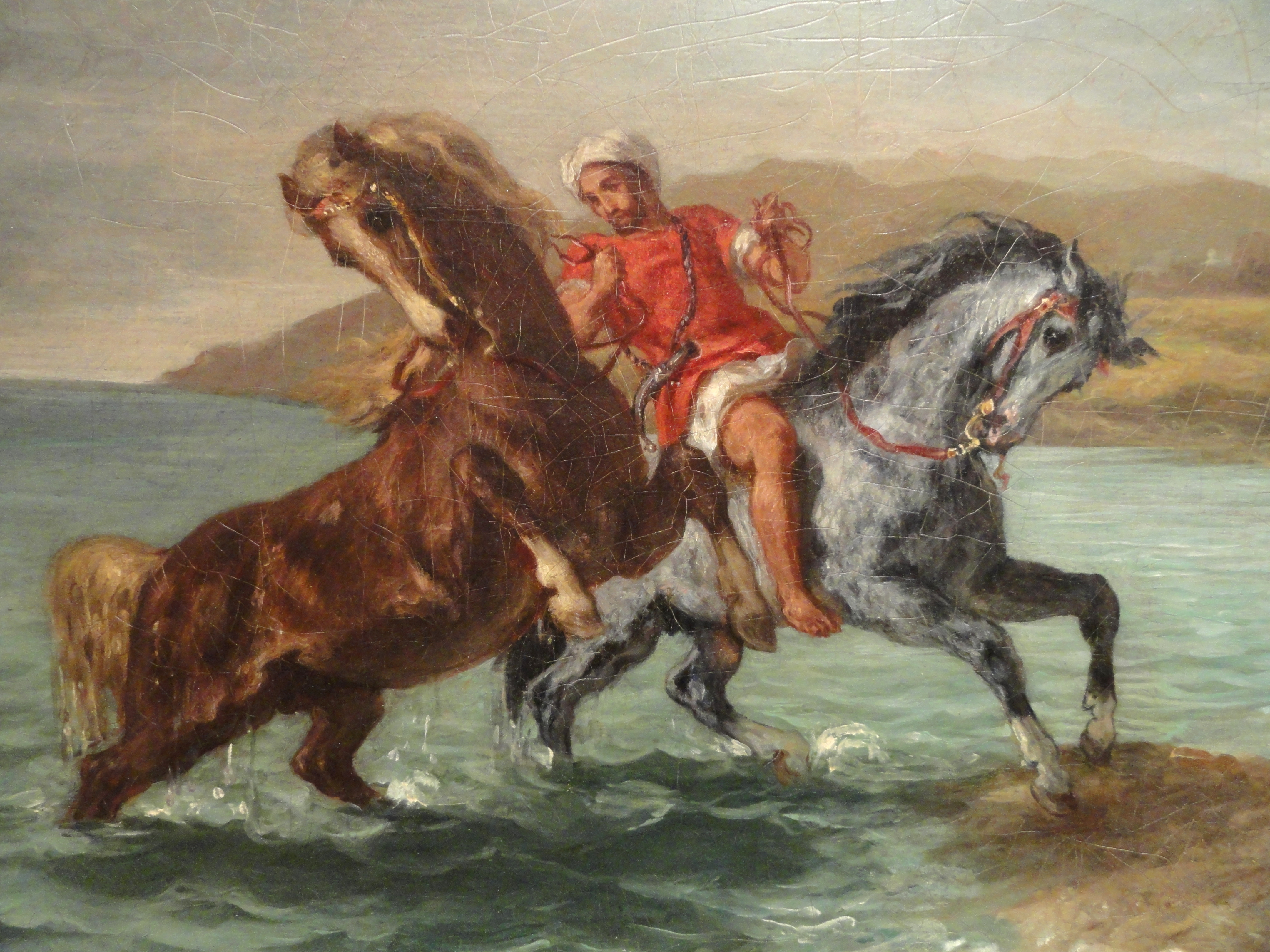
الخيول خارجة من البحر، يوجين ديلاكروا، 1816.
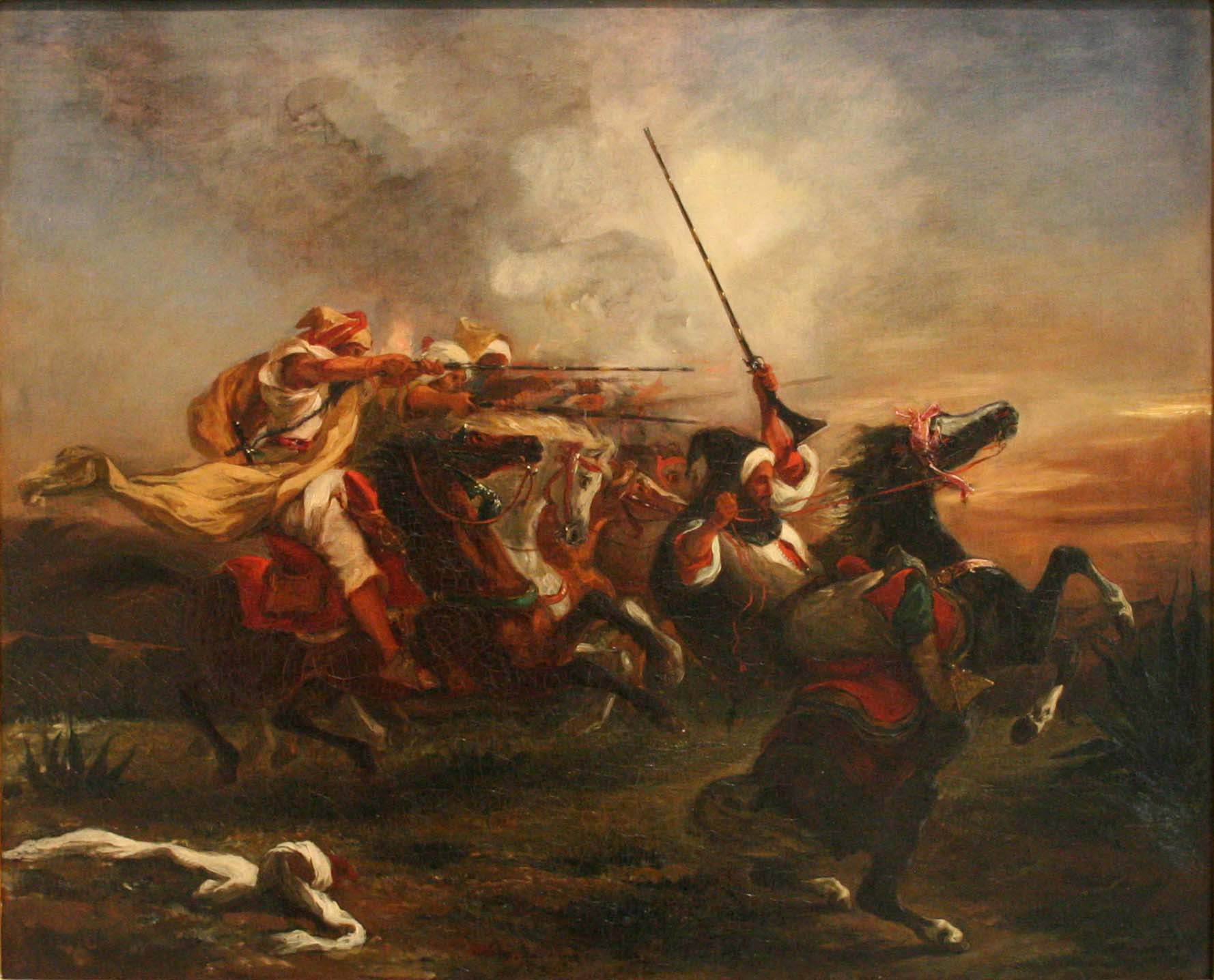
تدريبات عسكرية للمغاربة، يوجين ديلاكروا، 1832.

## الملاحق

### أعمال أدبية
- Philippe Barbié de Préaudeau (2002). Le Cheval arabe (بالفرنسية) (2nd ed.). Les éditions du Jaguar. ISBN:978-2-86950-358-8. OL:12637936M. QID:Q62500099.
- Jamal Hossaini-Hilali (2012). La recherche vétérinaire sur le cheval au Maroc (بالفرنسية). Rabat: Jamal Hossaini-Hilali. p. 62. ISBN:978-9954-31-274-2. Archived from the original on 2022-12-14.

### أوراق علمية
- Talley, Gwyneth (2020). "Human-Horse Relationships in Morocco: what Equids Can Tell Us About Society" (PDF). Hesperis Tamuda (بالإنجليزية) (55): 319–337. ISSN:0018-1005. Archived from the original (PDF) on 2022-12-14. Retrieved 2021-12-30.

### مقالات صحفية
- Le Brech, Catherine (3 Jan 2018). "Au Maroc, la filière du cheval monte en gamme". Franceinfo (بالفرنسية). Archived from the original on 2023-01-23. Retrieved 2019-05-02.
- Élise Rousseau (septembre 2014). Tous les chevaux du monde (بالفرنسية). Illustrator: Yann Le Bris. Delachaux et Niestlé. ISBN:978-2-603-01865-1. OL:26720039M. QID:Q46761895. {{استشهاد بكتاب}}: تحقق من التاريخ في: |publication-date= (help)
- Sylla, Adama (1 Nov 2017). "La filière équine prend du galon". Challenge (بfr-FR). Archived from the original on 2022-12-14. Retrieved 2019-05-02.{{استشهاد بدورية محكمة}}:  صيانة الاستشهاد: لغة غير مدعومة (link)
- Vagnozzi, Catherine (2014). "Abdelkebir Ouddar, Morocco to bois le Roi" (PDF). Equestrio (بالإنجليزية): 94-98. Archived from the original (PDF) on 2022-12-14.

## وصلات خارجية
- الموقع الرسمي للجمعية الملكية لتشجيع الخيول (SOREC)